# Ratthapark Wilairot

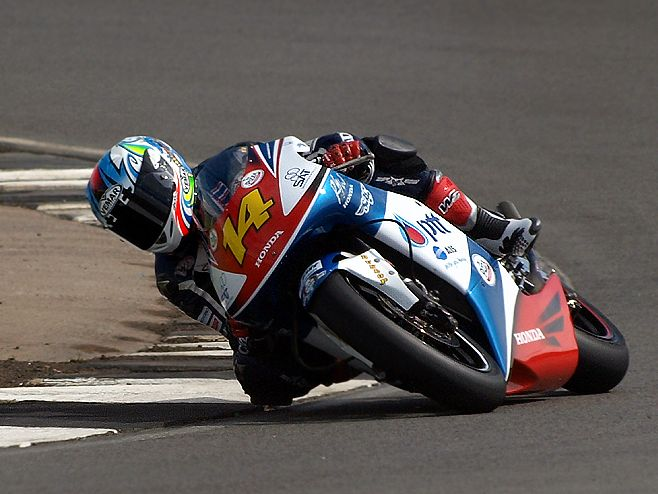
Ratthapark Wilairot op Donington Park in 2009.

Ratthapark Wilairot (Thai: รัฐภาคย์ วิไลโรจน์, Ban Bueng, 14 april 1988) is een Thais motorcoureur.

## Carrière
Wilairot nam in 2004 deel aan het Japanse 125 cc-kampioenschap op een Honda, waarin hij met 5 punten op plaats 24 eindigde. In 2005 en 2006 kwam hij uit in de Japanse 250 cc en eindigde achtereenvolgens als zevende en tweede in de eindstand. In 2006 debuteerde hij in de 250 cc-klasse van het wereldkampioenschap wegrace op een Honda als wildcardcoureur in de Grand Prix van Japan 2006. Hij eindigde direct als tiende, waardoor hij zes kampioenschapspunten scoorde. In 2007 nam hij deel als fulltime coureur in de klasse op een Honda. Dat jaar was een achtste plaats in Groot-Brittannië zijn beste resultaat. Met 30 punten werd hij zeventiende in het kampioenschap.
In 2008 bleef Wilairot actief in het WK 250 cc op een Honda. Opnieuw was een achtste plaats zijn beste race-uitslag, die hij vier keer neerzette in China, San Marino, Maleisië en Valencia. Met 73 punten werd hij dertiende in de eindstand. In 2009 behaalde hij twee vijfde plaatsen in Frankrijk en Valencia en werd hij met 81 punten opnieuw dertiende in de eindstand.

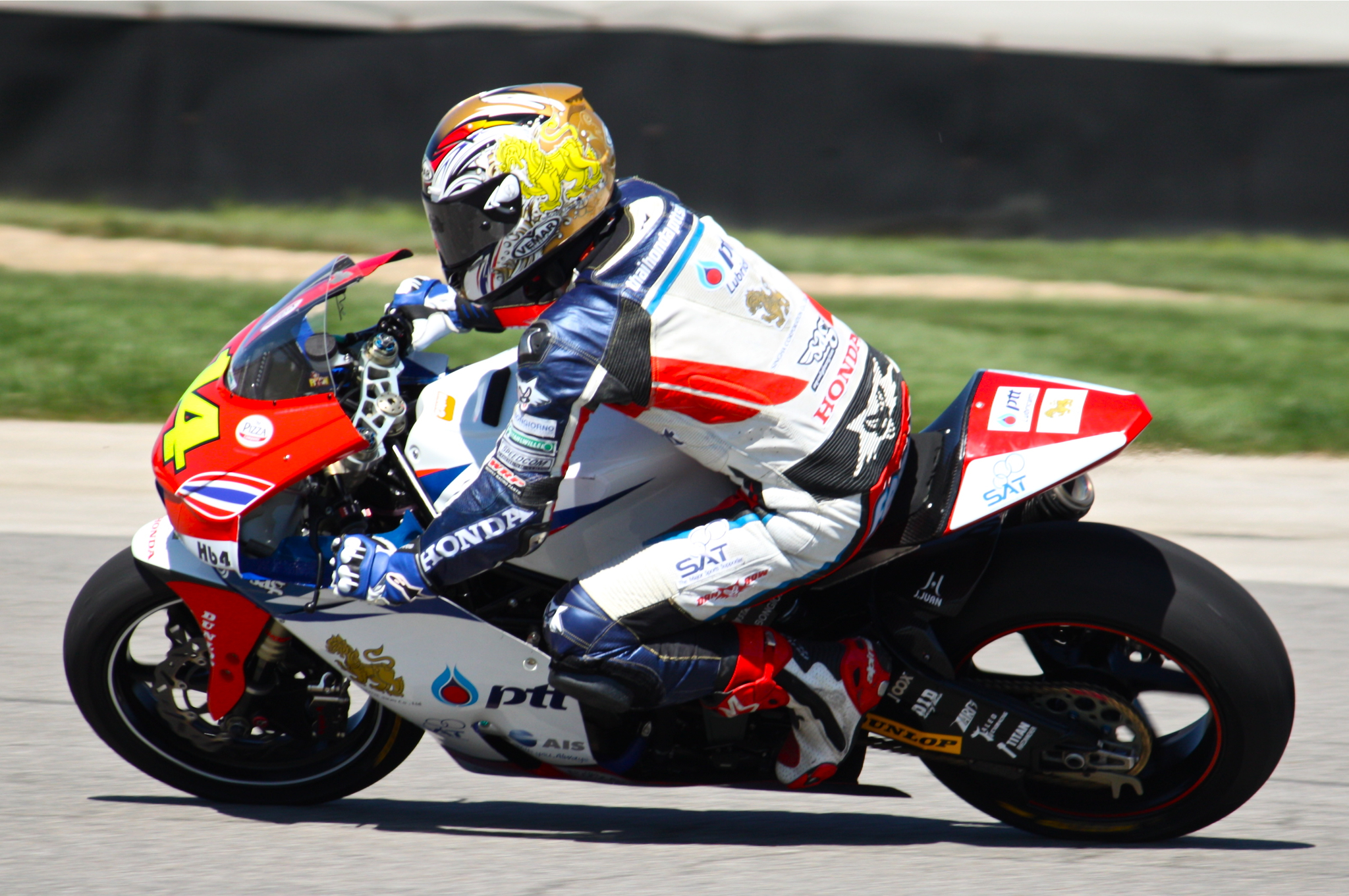
Ratthapark Wilairot op de Indianapolis Motor Speedway in 2010.

In 2010 werd het WK 250 cc vervangen door de Moto2-klasse, waarin Wilairot uitkwam op een Bimota. Hij behaalde zijn beste resultaat met een vierde plaats in de TT van Assen en eindigde met 30 punten op plaats 22 in het klassement. In december 2010 was hij betrokken bij een zwaar auto-ongeluk, waardoor hij enige tijd in het ziekenhuis door moest brengen. Tijdens het seizoen 2011, waarin hij op een FTR reed, bleef hij last hebben van de gevolgen hiervan. Een twaalfde plaats in Spanje was zijn beste klassering en hij eindigde met 4 punten op plaats 30 in de rangschikking. Tevens miste hij drie races vanwege verschillende blessures.
In 2012 begon Wilairot het seizoen op een Moriwaki, maar al na drie races stapte zijn team over naar een Suter. Hij behaalde zijn beste resultaat met een achtste plaats in Frankrijk. Met 9 punten eindigde hij op plaats 27 in het klassement. In 2013 reed hij opnieuw op een Suter in de Moto2. Na acht races, waarin hij geen punten wist te scoren en een zestiende plaats in Italië zijn beste resultaat was, kondigde hij aan dat hij zich terug zou trekken uit de motorsport. Hij werd bij zijn team vervangen door zijn landgenoot Thitipong Warokorn.
In 2014 keerde Wilairot terug in de motorsport, waarbij hij debuteerde in het wereldkampioenschap Supersport op een Honda. Hij kwam tot scoren in iedere race die hij finishte, met een podiumplaats in de seizoensfinale op Losail als hoogtepunt. Met 70 punten werd hij negende in de eindstand. Tevens reed hij dat jaar in de Grand Prix van Spanje van het WK Moto2 op een Caterham Suter als vervanger van Josh Herrin; vanaf de race in San Marino nam hij definitief zijn plaats in het team over. Drie negentiende plaatsen in Spanje, Japan en Valencia waren dat jaar zijn beste resultaten.
In 2015 was Wilairot wederom actief in het WK Supersport op een Honda. In de tweede race, zijn thuisrace op Buriram, behaalde hij zijn eerste zege in de klasse. Na vijf races verliet hij het kampioenschap om terug te keren in de Moto2 op een Suter als vervanger van Zaqhwan Zaidi gedurende vier races; op plaats 23 behaalde hij in Duitsland zijn beste resultaat. In het WK Supersport eindigde hij als dertiende met 46 punten.
In 2016 reed Wilairot een volledig seizoen in het WK Moto2 op een Kalex. Hij behaalde zijn beste race-uitslag met een dertiende plaats in de seizoensopener in Qatar. Hij moest dat jaar de TT van Assen missen vanwege een blessure aan zijn hand. Hij eindigde het seizoen met 6 punten op plaats 28 in het kampioenschap. Dit was het laatste seizoen van Wilairot als motorcoureur.